# Переволоцька селищна рада
Переволо́цька селищна рада (рос. Переволоцкий поселковый совет) — сільське поселення у складі Переволоцького району Оренбурзької області Росії.
Адміністративний центр — селище Переволоцький.

## Населення
Населення — 9450 осіб (2019; 9865 в 2010, 10034 у 2002).

## Склад
До складу селищної ради входять:
| Населений пункт       | Населення, осіб (2002) | Населення, осіб (2010) |
| --------------------- | ---------------------- | ---------------------- |
| 13 км, селище         | 1                      | 0                      |
| Переволоцький, селище | 9721                   | 9598                   |
| Самарський, хутір     | 12                     | 18                     |
| Філіпповка, село      | 300                    | 249                    |